# Petermann Island
Petermann Island är en ö i Antarktis. Den ligger i havet utanför Antarktiska halvön, i ett område som Argentina, Chile och Storbritannien gör anspråk på.

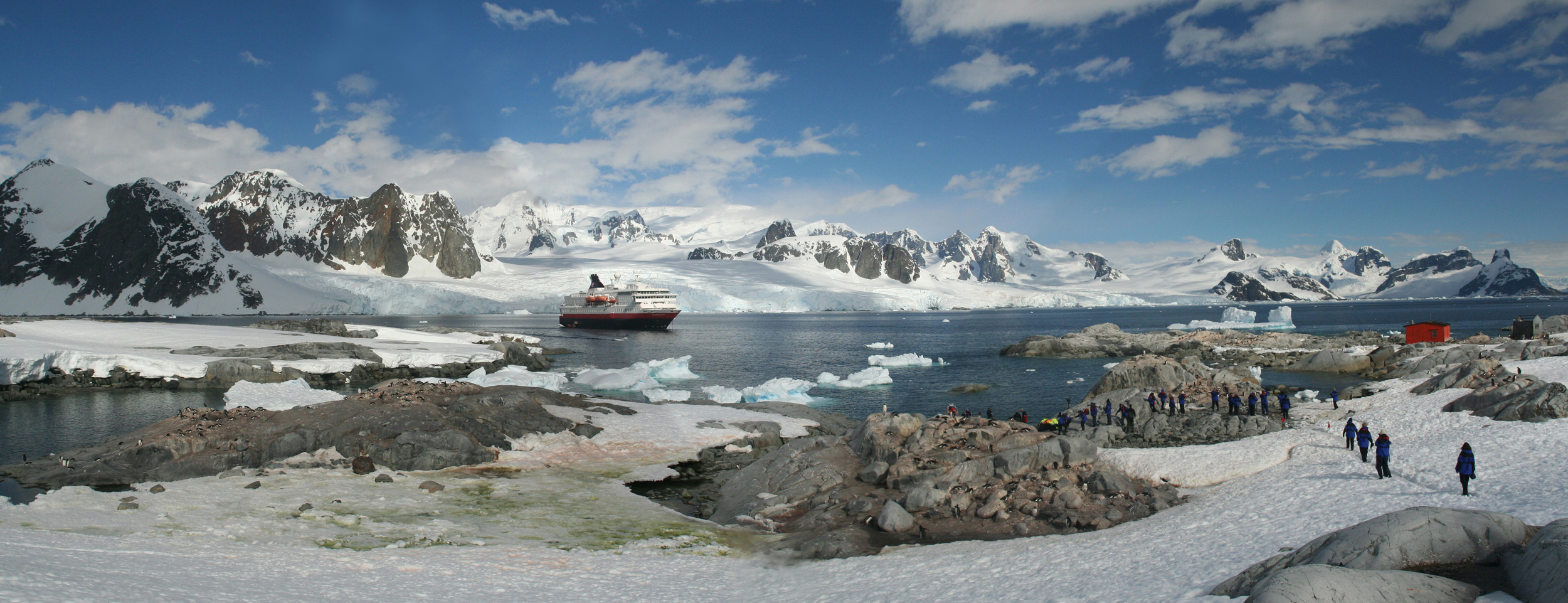
Petermann Island i förgrunden, Kiev Peninsula i bakgrunden
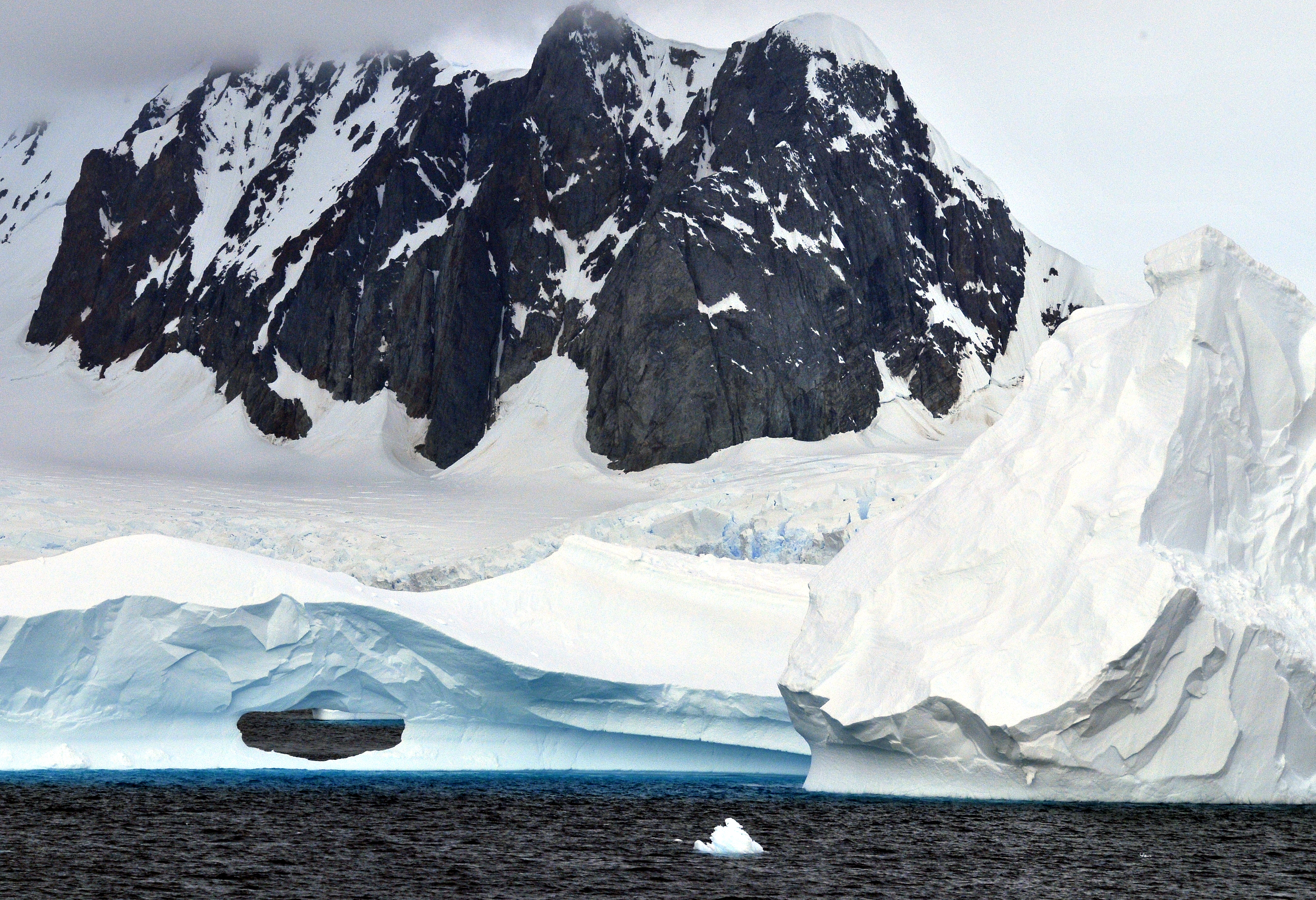
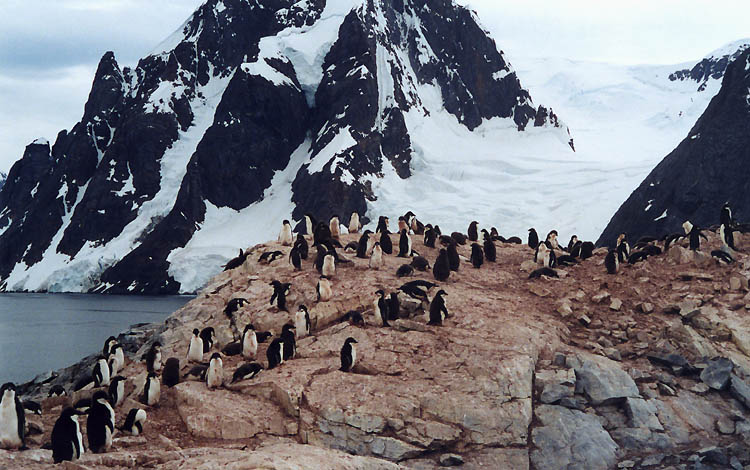
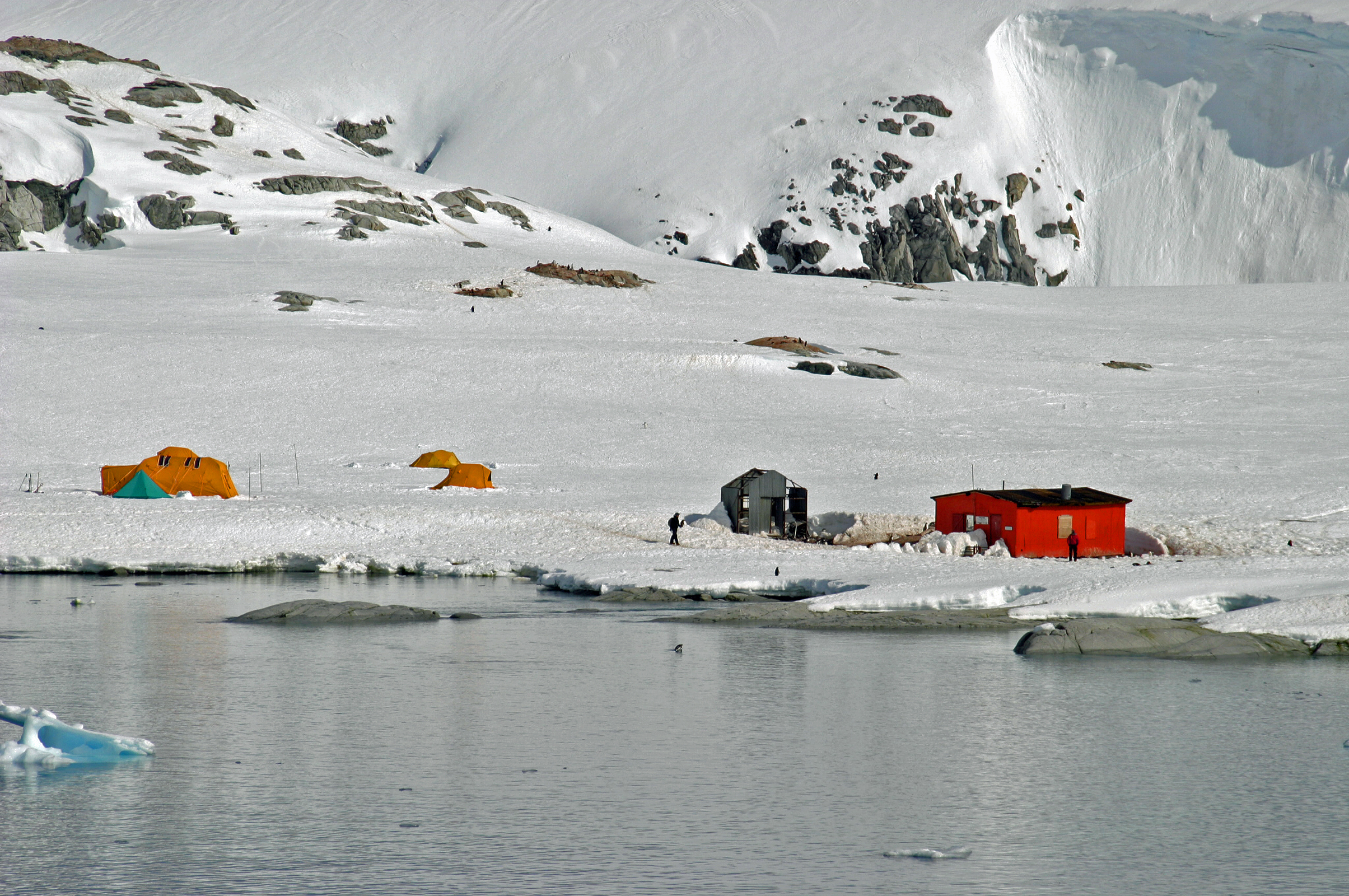